# Saint-Quentin-sur-Coole
Pour les articles homonymes, voir Saint-Quentin (homonymie).
Saint-Quentin-sur-Coole (/sɛ̃kɑ̃tɛ̃syʁkɔl/) est une commune française située dans le département de la Marne, en région Grand Est.

## Géographie

### Localisation
Saint-Quentin-sur-Coole se trouve au centre-sud du département de la Marne, en région Grand Est. La commune, d'une superficie de 879 hectares, appartient à la région agricole de la Champagne crayeuse.
Sur le territoire de Saint-Quentin-sur-Coole, l'altitude varie de 97 à 143 mètres. La commune s'étend des Mont de Souche et Mont de Cheniers, au sud-ouest, vers le Mont Toiset, au nord-est. Ces trois sommets dépassent les 135 mètres. Au centre, s'écoule la Coole et sa vallée, où se trouve le village de Saint-Quentin (entre 100 et 105 mètres d'altitude).
Par la route, Saint-Quentin-sur-Coole se situe à 16 km de Châlons-en-Champagne, préfecture de la Marne, à 29 km de Vitry-le-François, et à 12 km de Saint-Germain-la-Ville, siège de la communauté de communes de la Moivre à la Coole dont Saint-Quentin-sur-Coole fait partie. La commune fait en outre partie du bassin de vie de Châlons-en-Champagne.
Saint-Quentin-sur-Coole est limitrophe de 5 communes :
| Breuvery-sur-Coole | Écury-sur-Coole         | Mairy-sur-Marne |
|                    | Saint-Quentin-sur-Coole |                 |
| Bussy-Lettrée      |                         | Cernon          |

### Hydrographie
La commune est dans la région hydrographique « la Seine de sa source au confluent de l'Oise (exclu) » au sein du bassin Seine-Normandie. Elle est drainée par la Coole,.
La Coole, d'une longueur de 30 km, prend sa source dans la commune de Coole et se jette  dans la Marne à Compertrix, après avoir traversé dix communes. 

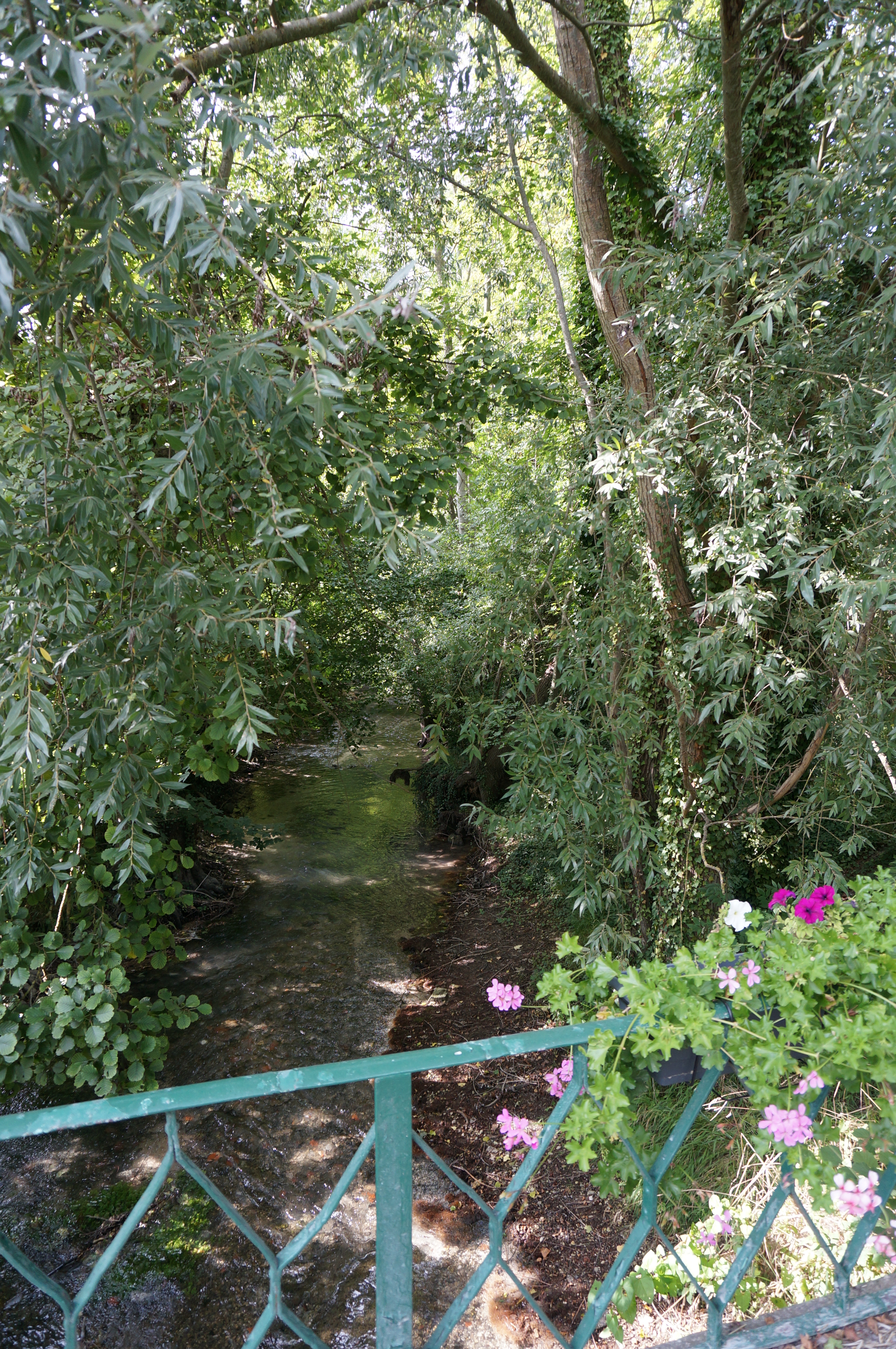
La Coole.
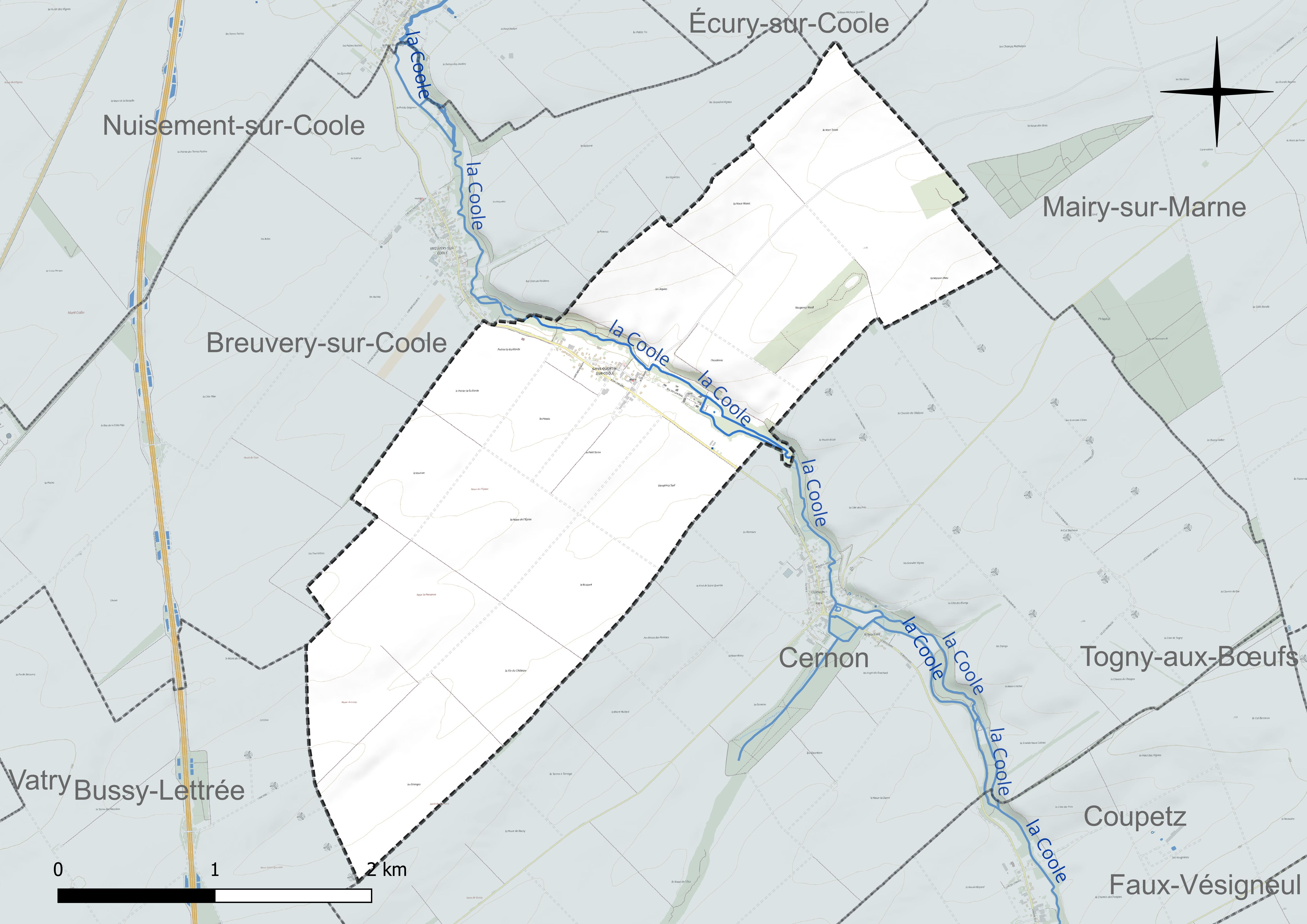
Réseau hydrographique de Saint-Quentin-sur-Coole.

### Climat
Pour des articles plus généraux, voir Climat du Grand Est et Climat de la Marne.
En 2010, le climat de la commune est de type climat océanique dégradé des plaines du Centre et du Nord, selon une étude du Centre national de la recherche scientifique s'appuyant sur une série de données couvrant la période 1971-2000. En 2020, Météo-France publie une typologie des climats de la France métropolitaine dans laquelle la commune est exposée à un climat océanique altéré et est dans la région climatique  Nord-est du bassin Parisien, caractérisée par un ensoleillement médiocre, une pluviométrie moyenne régulièrement répartie au cours de l’année et un hiver froid (3 °C). 
Pour la période 1971-2000, la température annuelle moyenne est de 10,5 °C, avec une amplitude thermique annuelle de 16 °C. Le cumul annuel moyen de précipitations est de 710 mm, avec 11,6 jours de précipitations en janvier et 8,3 jours en juillet. Pour la période 1991-2020, la température moyenne annuelle observée sur la station météorologique de Météo-France la plus proche, « Vatry-aéro », sur la commune de Vatry à 7 km à vol d'oiseau, est de 11,0 °C et le cumul annuel moyen de précipitations est de 654,9 mm. 
La température maximale relevée sur cette station est de 41,1 °C, atteinte le 25 juillet 2019 ; la température minimale est de −15,3 °C, atteinte le 1er janvier 1997,,. 
Les paramètres climatiques de la commune ont été estimés pour le milieu du siècle (2041-2070) selon différents scénarios d'émission de gaz à effet de serre à partir des nouvelles projections climatiques de référence DRIAS-2020. Ils sont consultables sur un site dédié publié par Météo-France en novembre 2022.

### Milieux naturels et biodiversité
L'Inventaire national du patrimoine naturel (INPN) recense 353 espèces sur le territoire de la commune, dont 52 espèces protégées et 23 espèces menacées.
Saint-Quentin-sur-Coole ne compte aucune zone naturelle d'intérêt écologique, faunistique et floristique (ZNIEFF) ou autre espace naturel protégé sur son territoire.

## Urbanisme

### Typologie
Au 1er janvier 2024, Saint-Quentin-sur-Coole est catégorisée commune rurale à habitat dispersé, selon la nouvelle grille communale de densité à sept niveaux définie par l'Insee en 2022.
Elle est située hors unité urbaine. Par ailleurs la commune fait partie de l'aire d'attraction de Châlons-en-Champagne, dont elle est une commune de la couronne,. Cette aire, qui regroupe 97 communes, est catégorisée dans les aires de 50 000 à moins de 200 000 habitants,.

### Occupation des sols
L'occupation des sols de la commune, telle qu'elle ressort de la base de données européenne d’occupation biophysique des sols Corine Land Cover (CLC), est marquée par l'importance des territoires agricoles (95,6 % en 2018), une proportion identique à celle de 1990 (95,6 %). La répartition détaillée en 2018 est la suivante : 
terres arables (95,6 %), forêts (4,3 %), zones urbanisées (0,1 %). L'évolution de l’occupation des sols de la commune et de ses infrastructures peut être observée sur les différentes représentations cartographiques du territoire : la carte de Cassini (XVIIIe siècle), la carte d'état-major (1820-1866) et les cartes ou photos aériennes de l'IGN pour la période actuelle (1950 à aujourd'hui).

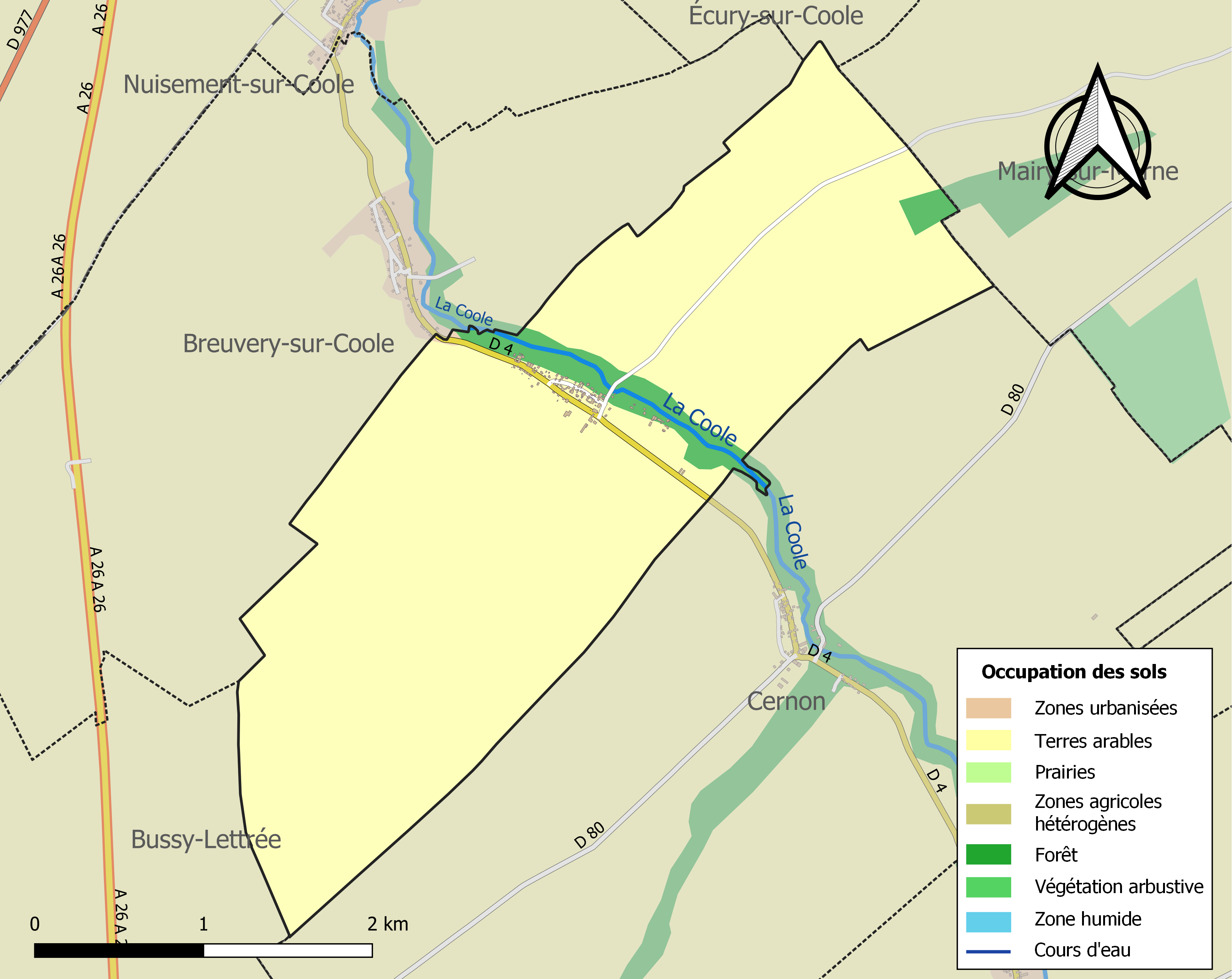
Carte des infrastructures et de l'occupation des sols de la commune en 2018 (CLC).

### Habitat et logement
En 2018, le nombre total de logements dans la commune était de 43, alors qu'il était de 34 en 2013 et de 31 en 2008.
Parmi ces logements, 90,1 % étaient des résidences principales, 0 % des résidences secondaires et 9,9 % des logements vacants. Ces logements étaient pour 97,6 % d'entre eux des maisons individuelles et pour 2,4 % des appartements.
Le tableau ci-dessous présente la typologie des logements à Saint-Quentin-sur-Coole en 2018 en comparaison avec celle de la Marne et de la France entière. Une caractéristique marquante du parc de logements est ainsi une proportion de résidences secondaires et logements occasionnels (0 %) inférieure à celle du département (2,9 %) mais supérieure à celle de la France entière (9,7 %). Concernant le statut d'occupation de ces logements, 86,8 % des habitants de la commune sont propriétaires de leur logement (88,2 % en 2013), contre 51,7 % pour la Marne et 57,5 pour la France entière.
| Typologie                                               | Saint-Quentin-sur-Coole | Marne | France entière |
| ------------------------------------------------------- | ----------------------- | ----- | -------------- |
| Résidences principales (en %)                           | 90,1                    | 88,1  | 82,1           |
| Résidences secondaires et logements occasionnels (en %) | 0                       | 2,9   | 9,7            |
| Logements vacants (en %)                                | 9,9                     | 9     | 8,2            |

### Voies de communication et transports
Le village de Nuisement-sur-Coole est traversé par la route départementale 4, qui relie Châlons-en-Champagne à la route nationale 4 en suivant la vallée de la Coole.

## Toponymie
Le nom de la localité est attesté sous les formes Sanctus Quintinus juxta Cernoul (1164-1191) ; Sanctus Quintinus juxta Bruvreyum (1405) ; Saint-Quentin-sur-Cosle (1556) ; Sainct-Quentin-soubz-Coolle (1636) ; Égalité-sur-Côle (1793) ; Haut-Coole (1794).
Saint-Quentin est un hagiotoponyme qui fait référence à Quentin de Saint-Quentin.[réf. nécessaire]
Le village se trouve sur la rive gauche de la Coole, rivière du département de la Marne dont la graphie était encore assez récemment Cosle ou Côle.

## Histoire

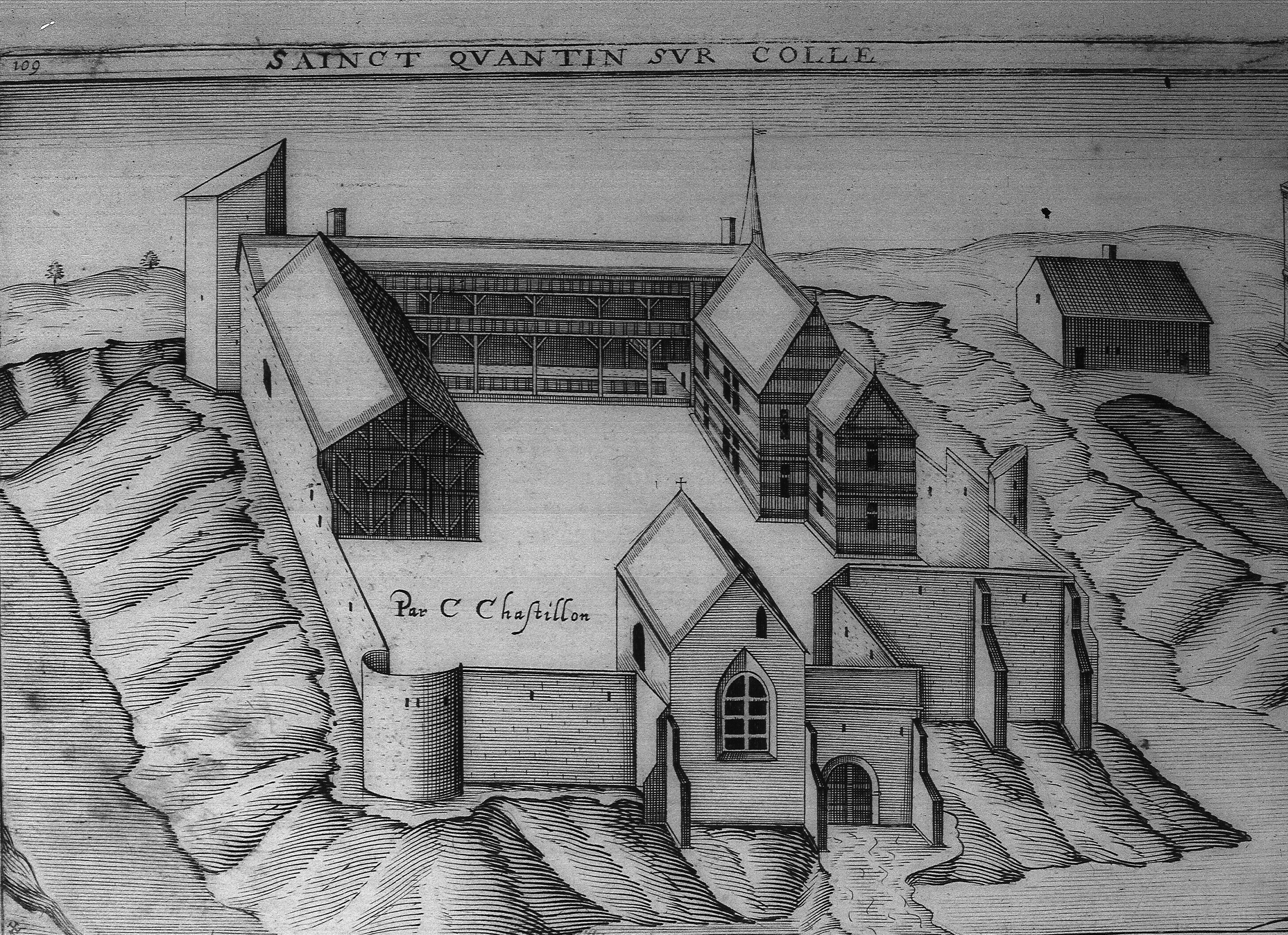
Vue du village au XVIIe siècle par Claude Chastillon.

Au cours de la Révolution française, la commune porte provisoirement les noms de Égalité-sur-Coole et de Hautcoole.

## Politique et administration

### Rattachements administratifs et électoraux

#### Rattachements administratifs
La commune se trouve dans l'arrondissement de Châlons-en-Champagne du département de la Marne.
Elle faisait partie depuis 1801 du canton d'Écury-sur-Coole. Dans le cadre du redécoupage cantonal de 2014 en France, cette circonscription administrative territoriale a disparu, et le canton n'est plus qu'une circonscription électorale.

#### Rattachements électoraux
Pour les élections départementales, la commune fait partie depuis 2014 du canton de Châlons-en-Champagne-3.
Pour l'élection des députés, elle fait partie de la cinquième circonscription de la Marne.

### Intercommunalité
La commune, antérieurement membre de la  de communes de la Vallée de la Coole, est membre, depuis le 1er janvier 2014, de la communauté de communes de la Moivre à la Coole.
En effet, conformément au schéma départemental de coopération intercommunale de la Marne du 15 décembre 2011, cette communauté de communes de la Moivre à la Coole est issue de la fusion, au 1er janvier 2014, de la communauté de communes de la Vallée de la Coole, de  la communauté de communes de la Guenelle, de la communauté de communes du Mont de Noix et de la communauté de communes de la Vallée de la Craie.

### Liste des maires
| Période                                  | Période                       | Identité      | Étiquette | Qualité                        |
| ---------------------------------------- | ----------------------------- | ------------- | --------- | ------------------------------ |
| Les données manquantes sont à compléter. |                               |               |           |                                |
| avant 1876                               | après 1877                    | M. Paillard   |           |                                |
| Les données manquantes sont à compléter. |                               |               |           |                                |
| mars 2008                                | juillet 2020                  | Sylvain Roger |           | Réélu pour le mandat 2014-2020 |
| 2020                                     | En cours (au 2 décembre 2021) | Maxime Joly   |           |                                |

## Équipements et services publics

### Eau et déchets
L'approvisionnement en eau potable et l'assainissement des eaux usées sont des compétences de la communauté de communes de la Moivre à la Coole. La commune de Saint-Quentin-sur-Coole est alimentée en eau potable par le captage du puits « La Côte des Prés » à Coupetz ; l'approvisionnement en eau potable est délégué à Veolia. L'assainissement y est non collectif.
Le service public des déchets est assuré par le Syndicat mixte du Sud-Est Marnais (SYMSEM), qui a mis en place une redevance incitative. La collecte des ordures ménagères résiduelles (en bacs noirs pucés ou en sacs rouges prépayés) et des emballages ménagers recyclables (en sacs jaunes) est réalisée en porte à porte. Le SYMSEM adhérant au syndicat de valorisation des ordures ménagères de la Marne (SYVALOM), ces déchets sont amenés en centre de transfert à Sainte-Menehould ou Vitry-en-Perthois, puis valorisés sur le site de La Veuve. La collecte du verre se fait en apport volontaire, avant transformation dans une usine de Reims. Pour les déchets volumineux ou dangereux, le SYMSEM met à disposition de ses habitants une plateforme de déchets verts et gravats, à Saint-Amand-sur-Fion, ainsi que 12 déchèteries, à Arrigny, Courtisols, Givry-en-Argonne, Mairy-sur-Marne, Pargny-sur-Saulx, Pogny, Sainte-Menehould, Thiéblemont-Farémont, Valmy, Vanault-les-Dames, Villers-en-Argonne et Ville-sur-Tourbe.

### Enseignement

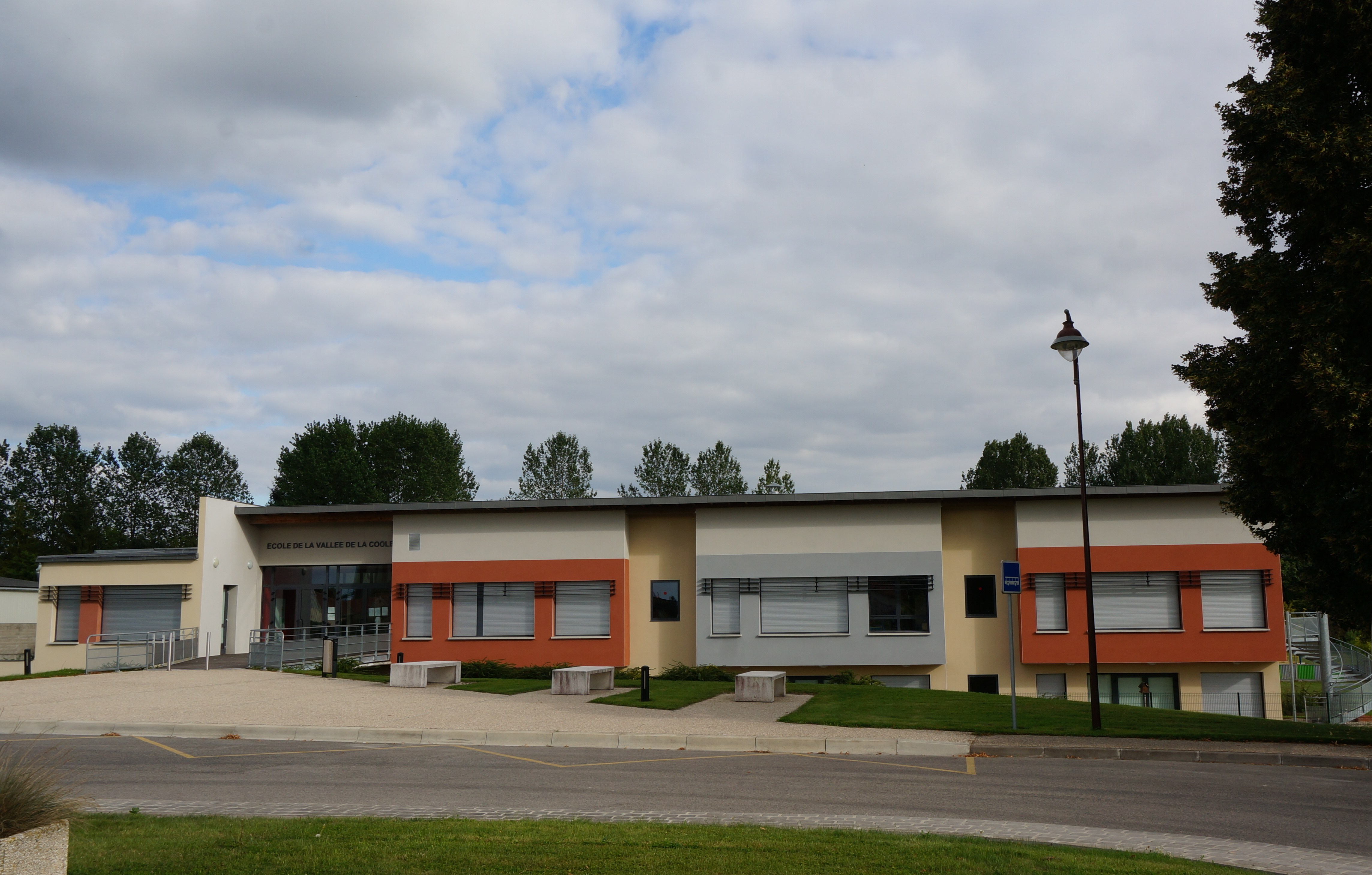
L'école de la Vallée de la Coole à Nuisement-sur-Coole.

Saint-Quentin-sur-Coole fait partie de l'académie de Reims.
La commune dépend de l'école primaire de la Vallée de la Coole à Nuisement-sur-Coole, installée allée des Tilleuls et accueillant 150 élèves de classes maternelles et élémentaires (chiffres 2024-2025).
Les enfants de Saint-Quentin-sur-Coole sont ensuite rattachés au collège Nicolas Appert et au lycée Jean Talon, tous les deux situés à Châlons-en-Champagne.

### Postes et télécommunications
Une boîte aux lettres de La Poste se trouve sur le territoire de la commune, rue de l'Église. Le bureau de poste le plus proche est situé à Mairy-sur-Marne, à environ 7 km de Saint-Quentin-sur-Coole.

### Justice, sécurité et secours
Du point de vue judiciaire, Saint-Quentin-sur-Coole relève du conseil de prud'hommes, du tribunal de commerce, du tribunal judiciaire, du tribunal paritaire des baux ruraux et du tribunal pour enfants de Châlons-en-Champagne, dans le ressort de la cour d'appel de Reims. Pour le contentieux administratif, la commune dépend du tribunal administratif de Châlons-en-Champagne et de la cour administrative d'appel de Nancy.
Saint-Quentin-sur-Coole est située en secteur Gendarmerie nationale et dépend de la brigade de Vitry-la-Ville.
En matière d'incendie et de secours, la commune dépend du Service départemental d'incendie et de secours (SDIS) de la Marne.

## Démographie
L'évolution du nombre d'habitants est connue à travers les recensements de la population effectués dans la commune depuis 1793. Pour les communes de moins de 10 000 habitants, une enquête de recensement portant sur toute la population est réalisée tous les cinq ans, les populations de référence des années intermédiaires étant quant à elles estimées par interpolation ou extrapolation. Pour la commune, le premier recensement exhaustif entrant dans le cadre du nouveau dispositif a été réalisé en 2005.

En 2022, la commune comptait 104 habitants, en évolution de +1,96 % par rapport à 2016 (Marne : −1,19 %, France hors Mayotte : +2,11 %).
| 1793 | 1800 | 1806 | 1821 | 1831 | 1836 | 1841 | 1846 | 1851 |
| ---- | ---- | ---- | ---- | ---- | ---- | ---- | ---- | ---- |
| 118  | 104  | 109  | 110  | 120  | 112  | 94   | 80   | 111  |

| 1856 | 1861 | 1866 | 1872 | 1876 | 1881 | 1886 | 1891 | 1896 |
| ---- | ---- | ---- | ---- | ---- | ---- | ---- | ---- | ---- |
| 109  | 121  | 113  | 99   | 92   | 88   | 90   | 91   | 94   |

| 1901 | 1906 | 1911 | 1921 | 1926 | 1931 | 1936 | 1946 | 1954 |
| ---- | ---- | ---- | ---- | ---- | ---- | ---- | ---- | ---- |
| 83   | 85   | 71   | 56   | 68   | 68   | 64   | 77   | 63   |

| 1962 | 1968 | 1975 | 1982 | 1990 | 1999 | 2005 | 2006 | 2010 |
| ---- | ---- | ---- | ---- | ---- | ---- | ---- | ---- | ---- |
| 49   | 65   | 55   | 52   | 66   | 59   | 62   | 61   | 62   |

| 2015 | 2020 | 2022 | - | - | - | - | - | - |
| ---- | ---- | ---- | - | - | - | - | - | - |
| 90   | 101  | 104  | - | - | - | - | - | - |

## Culture locale et patrimoine

### Lieux et monuments
- Église Saint-Quentin, édifiée au XIIe siècle, style roman, remaniée au XVe siècle, monument historique. Elle  conserve une importante série de vitraux du XVIe siècle[47].
- Le château de Vaugency, édifié au XVIe siècle, remanié au XVIIIe siècle avec terrasses et jardins à la française, ancienne demeure de la famille de Châlons de Vaugency[48], puis de la famille Beschefer au milieu du XVIIIe siècle. Le château est rasé au cours du XIXe siècle, il ne subsiste plus que quelques vestiges : pavillons d'entrée, grille d'honneur, pigeonnier, ancien moulin.

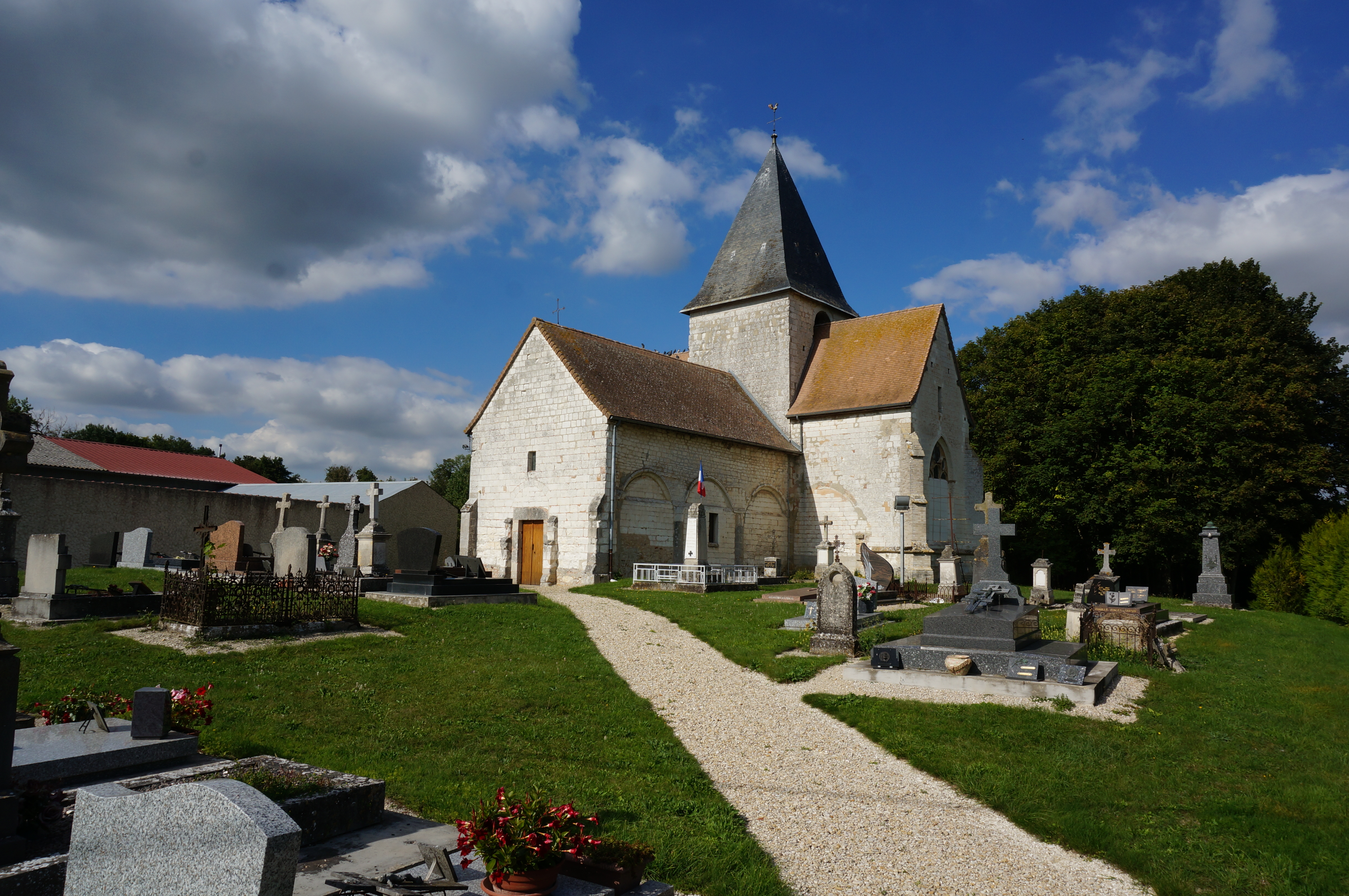
L'église, le cimetière et le monument aux morts.
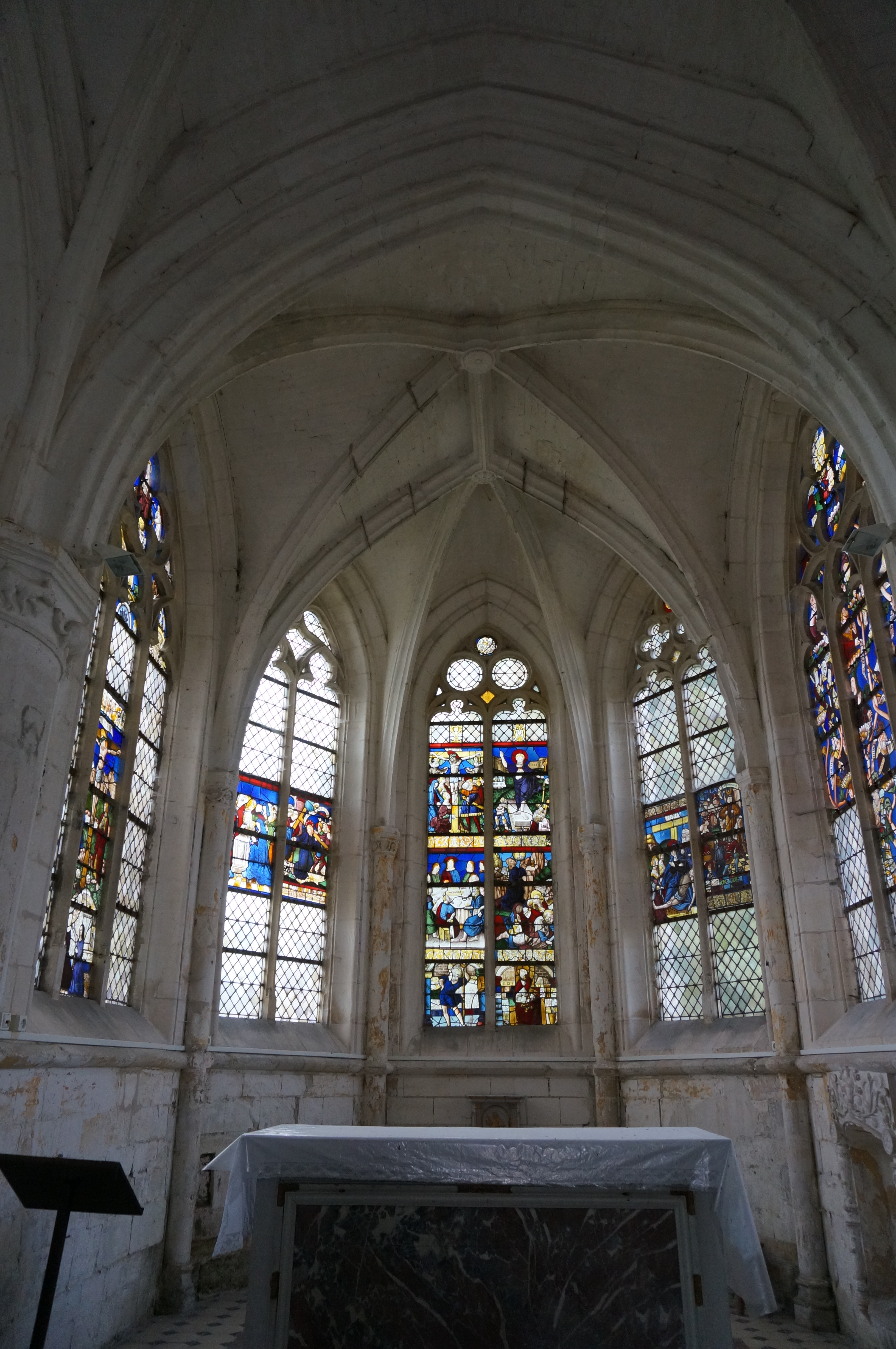
Les vitraux.
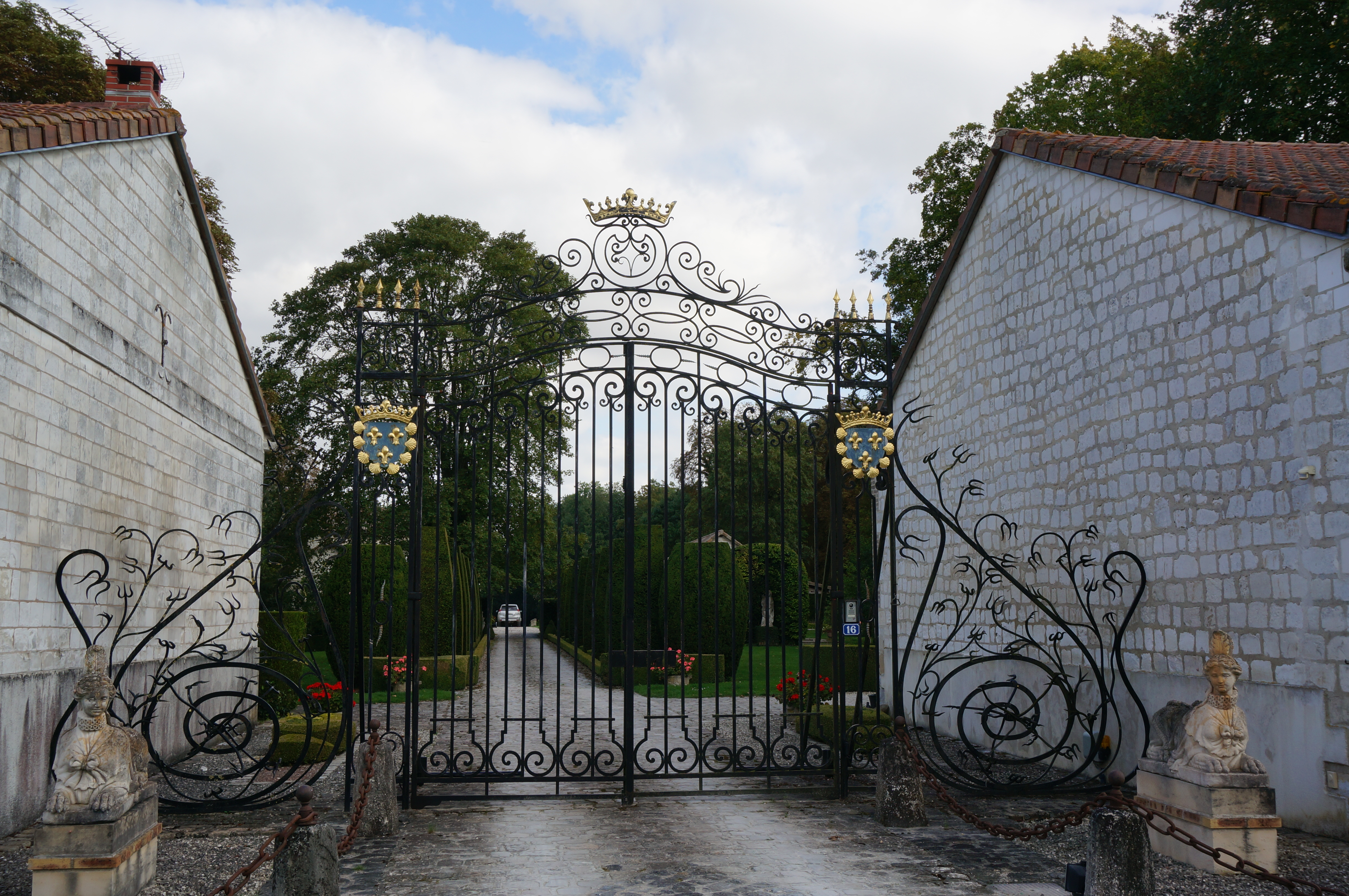
La grille du château